# Olli Tukiainen
Olli "Ollie" Tukiainen est un guitariste finlandais, membre du groupe Poets of the Fall.